# Pseudanthias lunulatus
Pseudanthias lunulatus és una espècie de peix de la família dels serrànids i de l'ordre dels perciformes.

## Morfologia
- Els mascles poden assolir 8 cm de longitud total.[4]

## Hàbitat
És un peix marí de clima tropical i associat als esculls de corall que viu entre 41-72 m de fondària.

## Distribució geogràfica
Es troba a la Mar Roja, Somàlia, Maurici i Bali (Indonèsia).